# بیلی کاسپر
بیلی کاسپر (انگلیسی: Billy Casper؛ زادهٔ ۲۴ ژوئن ۱۹۳۱ – درگذشته ۷ فوریه ۲۰۱۵) یک گلف‌باز اهل ایالات متحده آمریکا بود.